# Chromonephthea pellucida
Chromonephthea pellucida is een zachte koraalsoort uit de familie Nephtheidae. De koraalsoort komt uit het geslacht Chromonephthea. Chromonephthea pellucida werd in 1911 voor het eerst wetenschappelijk beschreven door Kükenthal. 